# 헌틀리 티슬 AFC
헌틀리 티슬 AFC(영어: Huntly Thistle Association Football Club)는 뉴질랜드 북부 와이카토 지방 헌틀리에 연고를 둔 축구단이다. 클럽에는 현재 여러 팀들(유소년, 대학, 남성, 여성)팀들이 있으며, 창단 초기에는 와이카토 지방에서의 강팀 중 하나였으며, 1970년대 초에는 짐 모이스 선수 등의 활약으로 노던 리그의 최고의 팀이 되었다.
1971년, 1977년, 1989년 세 차례에 걸쳐 채텀 컵의 32강에 진출했다. 채텀컵에서의 초기 기록은 불완전하지만, 티슬은 훨씬 적은 수의 팀이 참가한 대회가 시작된 지 4년째부터 정규 참가자였기 때문에 대회 초기에 대회 후반 라운드까지 진출한 것으로 보인다. 그리고 1926년, 1931년, 1951년, 1953년, 1955년 에 와이카토 지역의 우승팀이 되었다.